# Serixia laticeps
Serixia laticeps är en skalbaggsart som beskrevs av Maurice Pic 1928. Serixia laticeps ingår i släktet Serixia och familjen långhorningar. Inga underarter finns listade i Catalogue of Life.